# فریلند، آکسفوردشر
فریلند (به انگلیسی: Freeland) یک روستا و محله مدنی در بریتانیا است که در آکسفوردشر غربی واقع شده‌است. فریلند ۱٬۵۶۰ نفر جمعیت دارد.